# کریکنباخ
کریکنباخ (به آلمانی: Krickenbach) یک شهر در آلمان است که در کایزرسلاوترن واقع شده‌است. کریکنباخ ۱٬۲۰۲ نفر جمعیت دارد.